# Чуля
Чуля (рум. Ciulea) — село у повіті Муреш в Румунії. Входить до складу комуни Погечауа.
Село розташоване на відстані 286 км на північний захід від Бухареста, 26 км на північний захід від Тиргу-Муреша, 52 км на схід від Клуж-Напоки.

## Населення
За даними перепису населення 2002 року у селі проживали 154 особи. Рідною мовою 153 особи (99,4%) назвали румунську.
Національний склад населення села:
| Національність | Кількість осіб | Відсоток |
| -------------- | -------------- | -------- |
| румуни         | 148            | 96,1%    |
| угорці         | 6              | 3,9%     |